# Stevenia obliqua
Stevenia obliqua är en tvåvingeart som först beskrevs av Macquart 1855.  Stevenia obliqua ingår i släktet Stevenia och familjen gråsuggeflugor. Inga underarter finns listade i Catalogue of Life.